# Los Nosequien y Los Nosecuantos
Los Nosequien y Los Nosecuantos est un quintette de pop rock du Pérou qui commença en 1988. Ils tirent leur inspiration de la situation politique et sociale de la fin des années 1980 et du début des années 1990. Ils commencèrent en chantant dans les bars des quartiers liméniens Miraflores et Barranco, avant de rencontrer le succès grâce à des titres comme Las Torres ou Patos y Patas.

## Las Torres, récit d'un chaos
La chanson Las Torres, plus rappée que chantée sur une mélodie simple, est pour beaucoup dans le succès que Los Nosequién y Los Nosecuantos ont obtenu. Le titre, que l'ont pourrait traduire par Les tours, fait référence aux tours d'électricité que les terroristes du Sentier lumineux faisaient sauter. La chanson parodie la comptine Un elefante se balanceaba, l'éléphant en question étant remplacé par deux terroristes, un guerrillero, Alan García, et une énumération d'hommes politiques péruviens, se balançant tous non pas sur une toile d'araignée comme dans la comptine mais plutôt sur une "tour écroulée". Les personnages énumérés sont plus ou moins dénoncés comme étant responsables de la situation chaotique du Pérou, par leur corruption ou leur ineptie.

## Membres de la formation
- Raul Romero (Voix)
- Héctor Llosa (Guitare)
- Fernando Ríos (Basse)
- Pablo Boner (clavier)
- Pedro Silva (batterie)

## Albums
- No Somos Nada (1990)
- Con el respeto que se merecen (1991)
- 11 porotazos super bailables (1993)
- Walter (1996)
- Amorfo (2000)
- Pisco sour (2004)
- La tierra del sol (2009)

## Compilations
- Etiqueta Negra (~1994~1995)
- Nadie nos quitará lo bailado (2001)

## Titres connus
- El Rap del Chicle Choncholí
- Sin Calzoncito
- Sinfonía de Amor
- Las Torres
- Alan
- Yo De Tí